# Aşağıgülbahçe
Aşağıgülbahçe (türkisch für unterer Rosengarten), (kurdisch Kurmeş) ist ein kurdisch-alevitisches Dorf im Landkreis Pertek der türkischen Provinz Tunceli. Aşağıgülbahçe liegt in einem Hochtal auf einer Höhe von 1035 m über dem Meeresspiegel, ca. 22 km nordwestlich von Pertek im Norden des Keban-Stausees. Aşağıgülbahçe gehört zum Bucak Akdemir.
Der ursprüngliche Name des Dorfes wird vom Grundbuchamt als „Aşağıkömraş“ angegeben. Der Autor Sevan Nişanyan gibt den früheren Namen hingegen als Kumreş an, welcher kurdischen Ursprungs sei und „Schwarzer Weiler“ bedeute.  Der Name Kurmeş ist bei der heutigen Bevölkerung gebräuchlich.
Im Jahr 1985 lebten in Aşağıgülbahçe 688 Menschen. Für 2011 gibt das TÜIK 100 Einwohner für das Dorf an. Zahlreiche ehemalige Bewohner leben heute in Deutschland. Im Jahre 2010 standen viele Häuser leer oder waren verfallen.
Aşağıgülbahçe ist an die Trinkwasserversorgung angeschlossen und verfügt über eine Kanalisation. Die Dorfschule ist geschlossen. Zum Dorf führt eine nicht asphaltierte Straße. Haupterwerbsquelle ist die Viehzucht. In der Umgebung von Aşağıgülbahçe finden sich Reste einer armenischen Besiedlung. 